# خدمة استضافة فيديو
تسمح خدمة استضافة الفيديو للأفراد لرفع ومشاركة فيديوهات شخصية، تجارية، أو ذات ملكية حرة لمشاهدتها بشكل قانوني. المستخدمون بشكل عام يرفعون الفيديو بواسطة موقع خدمة الاستضافة، الهاتف المحمول أو التطبيقات المكتبية أو واجهة برمجة التطبيقات. محتوى الفيديو المرفوع يمكن أن يكون أي شيء من مقطع فيديو قصير إلى كل وسائل الأفلام الطويلة. مستضيف الفيديو يقوم بعد ذلك بتخزين الفيديو على خادمه، ويظهر أنواع فردية مختلفة من شِفرات التضمين أو الروابط لإتاحة مشاهدة الفيديو من قبل أخرين. الموقع، الذي يستخدم أساسًا بوصفه موقع استضافة فيديو، عادة يدعى موقع مشاركة فيديو.

## التأثير
مع الانتشار المتزايد للتقنية والإنترنت كل يوم بالحياة، خدمات إسضافة الفيديو تعد بمثابة بوابة لشكل مختلف من الترفيه، سواءً كانت كوميديا، عروض، ألعاب، أو موسيقا. المحتوى قد يكون إما أحد الأمرين وليد المستخدم أو منتج تجاري. صناعة الترفيه الآن تستخدم هذه الوسيلة لطرح الموسيقا والفيديوهات وكذلك الأفلام والعروض التلفزيونية مباشرةً للجمهور. لأن العديد من المستخدمين لا يملكون مساحة غير محدودة على الويب، يكون من المتوجب عليهم إما استخدام الخدمات المدفوعة، أو من خلال عروض مزود خدمة الإنترنت، خدمات استضافة الفيديو أصبحت ذات شعبية متزايدة، خاصةً مع انفجار شعبية المدونات، منتديات الإنترنت، والصفحات التفاعلية الأخرى.
السوق الضخمة لكاميرا الهواتف زادت المعروض من الفيديو المقدم من المستخدمين. الطرق التقليدية لتوزيع الفيديوهات الشخصية، مثل إعداد دي في دي لعرضها على الأصدقاء بالبيت، غير ملائمة للدقة المنخفضة وارتفاع الحجم لمقاطع كاميرا الهاتف. في المقابل، الإتصال بالإنترنت هي مناسبة تمامًا لخدمة الجودة للفيديو الملتقط عبر هاتف محمول. معظم الناس لا يملكون خوادم ويب، وخلق هذا الطلب للمستخدمين المولدين للفيديوهات على خدمة استضافة المحتوى.

## هدف استضافة الفيديو (للمستخدمين)
- المحافظة على عرض النطاق الترددي وسعر الاستضافة، وفي كثير من الأحيان القضاء على التكاليف تمامًا.
- خلق مكان مشترك
- جعل التجربة خالية من المتاعب، حيث رفع الفيديو وبثه أو تضمينه عادةً ما يتطلب معرفة برمجية متقدمة. هي الآن حققت شيوعية من خلال متصفح الويب، مع مهارة برمجية صغيرة.

## تاريخ خدمات استضافة الفيديو
قبل أن يغير فيمو وبعد ذلك يوتيوب طريقة استضافة الفيديوهات على الإنترنت، أول موقع على الإنترنت لاستضافة الفيديو shareyourworld.com. تمامًا مثل خدمات الاستضافة الحديثة، سمح للمستخدمين تحميل مقاطع أو فيديوهات كاملة في صيغ ملفات مختلفة. أسس سنة 1997 من قبل شيس نورلن واستمر في العمل حتى سنة 2001 حيث أغلق بسبب مشاكل في الميزانية وعرض النطاق الترددي.

## دعم صيغ الفيديو الحرة
بعض المواقع الإلكترونية تفضل استخدام صيغ فيديو مفتوحة مثل أوغ أو ويب إم. إلى ذلك، مجتمع ويكيبيديا من دعاة تنسيق الأوغ وبعض المواقع الإلكترونية الآن تدعم البحث خاصةً لفيديوهات الويب إم.

## قضايا حقوق النشر
في بعض المواقع، يشارك المستخدمين أفلام كاملة من خلال تقسيمها إلى أجزاء على حسب حد حجم طول الفيديو المفروض من قبل الموقع (على سبيل المثال: حد طول الفيديو 15 دقيقة). الممارسة الناشئة للمستخدمين لتعتيم العناوين للأفلام الروائية الطويلة التي يشاركونها من خلال توفير عنوان يمكن التعرف عليه من قبل البشر لكن لا تتطابق مع معايير محركات البحث. ليست بجميع الحالات من الجلي للمستخدم إذا كان الفيديو المقدم يتعدى على حقوق النشر.